# Bellville (Ohio)
Bellville és una població dels Estats Units a l'estat d'Ohio. Segons el cens del 2000 tenia 1.773 habitants.

## Demografia
Segons el cens del 2000, Bellville tenia 1.773 habitants, 751 habitatges, i 504 famílies. La densitat de població era de 237,7 habitants per km².
Dels 751 habitatges en un 30,8% hi vivien nens de menys de 18 anys, en un 53,5% hi vivien parelles casades, en un 10,5% dones solteres, i en un 32,8% no eren unitats familiars. En el 29,7% dels habitatges hi vivien persones soles el 14,4% de les quals corresponia a persones de 65 anys o més que vivien soles. El nombre mitjà de persones vivint en cada habitatge era de 2,36 i el nombre mitjà de persones que vivien en cada família era de 2,93.
Per edats la població es repartia de la següent manera: un 25,7% tenia menys de 18 anys, un 6,5% entre 18 i 24, un 28,5% entre 25 i 44, un 21,4% de 45 a 60 i un 17,9% 65 anys o més.
L'edat mediana era de 39 anys. Per cada 100 dones de 18 o més anys hi havia 84,6 homes.
La renda mediana per habitatge era de 34.492 $ i la renda mediana per família de 47.083 $. Els homes tenien una renda mediana de 36.458 $ mentre que les dones 21.800 $. La renda per capita de la població era de 17.923 $. Aproximadament el 6,2% de les famílies i el 9,3% de la població estaven per davall del llindar de pobresa.

## Poblacions més properes
El següent diagrama mostra les poblacions més properes.